# Tanwir al-Miqbas
 (janvier 2021).
La mise en forme du texte ne suit pas les recommandations de Wikipédia : il faut le « wikifier ».
Les points d'amélioration suivants sont les cas les plus fréquents :
- Les titres sont pré-formatés par le logiciel. Ils ne sont ni en capitales, ni en gras.
- Le texte ne doit pas être écrit en capitales (les noms de famille non plus), ni en gras, ni en italique, ni en « petit »…
- Le gras n'est utilisé que pour surligner le titre de l'article dans l'introduction, une seule fois.
- L'italique est rarement utilisé : mots en langue étrangère, titres d'œuvres, noms de bateaux, etc.
- Les citations ne sont pas en italique mais en corps de texte normal. Elles sont entourées par des guillemets français : « et ».
- Les listes à puces sont à éviter, des paragraphes rédigés étant largement préférés. Les tableaux sont à réserver à la présentation de données structurées (résultats, etc.).
- Les appels de note de bas de page (petits chiffres en exposant, introduits par l'outil «  Source ») sont à placer entre la fin de phrase et le point final[comme ça].
- Les liens internes (vers d'autres articles de Wikipédia) sont à choisir avec parcimonie. Créez des liens vers des articles approfondissant le sujet. Les termes génériques sans rapport avec le sujet sont à éviter, ainsi que les répétitions de liens vers un même terme.
- Les liens externes sont à placer uniquement dans une section « Liens externes », à la fin de l'article. Ces liens sont à choisir avec parcimonie suivant les règles définies. Si un lien sert de source à l'article, son insertion dans le texte est à faire par les notes de bas de page.
- La présentation des références doit suivre les conventions bibliographiques. Il est recommandé d'utiliser les modèles {{Ouvrage}}, {{Chapitre}}, {{Article}}, {{Lien web}} et/ou {{Bibliographie}}. Le mode d'édition visuel peut mettre en forme automatiquement les références.
- Insérer une infobox (cadre d'informations à droite) n'est pas obligatoire pour parachever la mise en page.

Pour une aide détaillée, merci de consulter Aide:Wikification.
Si vous pensez que ces points ont été résolus, vous pouvez retirer ce bandeau et améliorer la mise en forme d'un autre article.
Tanwir al-Miqbas min Tafsir Ibn Abbas (arabe : تنوير المقباس من تفسير بن عباس) est un tafsir (exégèse), attribué à Abd-Allah ibn Abbas, mais qui contient beaucoup de contenu atypique pour un tafsir du sahabah (compagnon). Il aurait été recueilli par Abu Tahir Muhammad ibn Yaqub al-Fayruz Aabadi (1329–1414).

## Authenticité
De nombreux chercheurs ont précisé que ce travail n'est pas authentiquement attribué à Ibn Abbas. Les traducteurs de l'ouvrage en anglais ont détaillé dans leur introduction à l'ouvrage :
Il ne fait aucun doute que ce commentaire n'est pas l'œuvre d'Ibn 'Abbas. La chaîne des émetteurs de ce commentaire remonte à Muhammad Ibn Marwan, d'après al-Kalbi, selon Abu Salih qui est décrit par les experts en hadith comme la chaîne de mensonges (silsilat al-kadhib), car cette lignée de transmetteurs est totalement douteuse et peu fiable. Il n'est même pas nécessaire d'utiliser les critères de transmission fiables appliqués par les experts du Hadith pour décider de l'attribution erronée de ce commentaire à Ibn 'Abbas. Il est facile de déceler des anomalies évidentes dans le texte de Tanwir al-Miqbas qui ne laissent aucun doute que celui qui l'a écrit a vécu plusieurs siècles après Ibn 'Abbas. On y trouve, par exemple, des références à Hasan al-Basri, al-Suddi et même au grammairien Yahya Ibn Ziyad alFarra '(d. H.207/CE.822).6 À quelques endroits, après avoir donné des significations différentes du même verset, le(s) auteur(s) ou compilateur(s) procède(ent) pour dire : « … et c'est l'opinion d'Ibn 'Abbas » ou : « Ibn' Abbas dit… », oubliant que l'ensemble du commentaire est censé être une transmission exacte de ce qui est raconté d'Ibn 'Abbas.
Mufti Muhammad Taqi Uthmani a écrit dans son 'Uloomu-l-Qur'aan (Une approche des sciences coraniques) (pages 469-470) :
... lorsque Muhammad Ibn Marwaan As-Suddi As-Sagheer rapporte d'après Kalbi, cela est considéré par les autorités comme une fausse séquence (narrative). . . Il est faux de l'attribuer à Ibn Abbas parce que ce livre est basé sur la séquence rapportée de Muhammad Ibn Marwaan As-Suddi de Muhammad Ibn Saa'ib Al-Kalbi d'après Abi Salih, selon Ibn Abbas (R)... cela a été considéré par les Muhadditheen (savants du hadith) comme une « chaîne de mensonge » et ne peut donc pas être invoqué.
Le Dr Bilal Philips écrit dans son ouvrage Usool at-Tafseer :
Ce Tafsir a été compilé par Muhammad ibn Ya'qoob al-Fayroozabadi (mort en 1414 CE / 817 AH), qui était un savant Shafi'ee et auteur du célèbre dictionnaire, al-Qamoos al-Muheet. La grande majorité de ce tafsir consiste en des déclarations explicatives attribuées au grand sahabi (compagnon) et mufassir (exégète), Ibn 'Abbas. L'auteur mentionne les chaînes de narrateurs pour chaque section de tafsir. Par conséquent, ce tafsir est considéré comme faisant partie des tafsirs bir-Riwayah. Cependant, les chaînes de narration attribuées à Ibn 'Abbas varient dans leur niveau d'authenticité, en fonction de la fiabilité des narrateurs eux-mêmes. Les chaînes de Mu'awiyah ibn Salih et Qays ibn Muslim al-Koofi sont considérées comme sahihs (hautement authentiques) et celles d'Ibn Ishaq (l'historien) sont considérées comme hasan (bonnes) ; tandis que ceux d'Isma'eel ibn 'Abdur Rahman as-Suddi al-Kabeer et d'Abdul Malik ibn Jurayj sont douteux. Ceux de ad-Dahhak ibn Mazahim al-Hilali, 'Ateeyah al-'Awfi, Muqatil ibn Sulayman al-Azdi et de Muhammad ibn as-Sa'ib al-Kalabi, qui était accusé d'avoir fabriqué des hadiths, sont tous des da'eef (faibles / inacceptables). Presque tous les prétendus "Tafsir d'Ibn 'Abbas" sont basés sur des déclarations racontées dans des chaînes contenant Muhammad ibn as-Sa'ib al-Kalabi. Par conséquent, ce tafsir est considéré comme peu fiable pour la plupart. Et, malgré sa popularité parmi les masses, il est totalement rejeté par les savants musulmans. [Voir Mabahith fee 'Uloom al-Qur'an, Pp. 360 à 362 et at-Tafseer wa al-Mufassiroon, pages 81 à 83]
Le livre entier est basé sur cette chaîne de narration, que Sheikh Saleh Al ash-Sheikh a décrit comme la chaîne de narration la plus faible d'ibn Abbas, car c'est une chaîne de transmission fabriquée et fausse.
Le savant égyptien du hadith Abu Ishaq Al Huwayni a détaillé que ce tafsir n'est pas authentique.

L'érudit islamique Muhammad Husayn Ath-Thahabi a déclaré :
"Il nous suffit de s'attarder sur ce qui a été rapporté sur l'itinéraire d'Ibn 'Abd Al-Hakam qui a dit : 'J'ai entendu Ash-Shaafi'i dire : 'Rien n'a été authentiquement rapporté d'Ibn' Abbaas concernant Tafsir sauf à propos de cent hadiths. Cette narration, si Ash-Shaafi'i l'a vraiment dit, indique à quel point les fabricants étaient audacieux d'inventer une si grande quantité de Tafsir attribuée à Ibn 'Abbaas. Rien ne peut le prouver mieux que les contradictions apparentes entre les récits en ce que Tafseer a attribué à Ibn 'Abbaas et rapporté de lui."
Dans une fatwa (règle islamique) du site Web islamique Islamweb.net détaille ce qui suit sur l'inauthenticité de ce tafsir :
Question : Est-ce que (Tanwir al-Miqbas min Tafsir Ibn 'Abbas) est un authentique tafsir Hanafi ?

 Réponse :
Toutes louanges parfaites vont à Allah, le Seigneur des Mondes. Je témoigne qu'il n'y a personne digne d'adoration sauf Allah, et que Muhammad, sallallaahu 'alayhi wa sallam, est son esclave et messager.
Certains chercheurs ont contesté l'attribution du Tafsir en question au linguiste bien connu Al-Fayrooz Abaadi, l'auteur d'Al-Qaamoos (un célèbre dictionnaire de langue arabe). Il a été mentionné qu’une copie avait été trouvée avant Al-Fayrooz Abaadi.
De plus, il n'est pas correct d'attribuer tout ce qui est mentionné dans ce livre à Ibn 'Abbaas car tout ce qui est rapporté d'Ibn' Abbaas dans ce livre est principalement rapporté de Muhammad ibn Marwaan As-Suddi As-Sagheer d'après Muhammad ibn As-Saa 'ib Al-Kalbi d''après Abi Saalih selon Ibn 'Abbas. Une telle Isnaad (c'est-à-dire la chaîne de narrateurs) est l'une des chaînes de narrateurs les plus faibles d'Ibn 'Abbaas dans la mesure où As-Suyooti a décrit cette chaîne de narrateurs comme « la chaîne de menteurs ».
Muhammad Husayn Ath-Thahabi a parlé de ce livre. Parmi ses mots à ce sujet : "Il suffit pour nous de commenter ce qui a été rapporté sur l'itinéraire d'Ibn 'Abd Al-Hakam qui a dit :' J'ai entendu Ash-Shaafi'i dire : 'Rien n'a été authentiquement rapporté d'Ibn 'Abbaas concernant un Tafsir sauf une centaine de hadiths. Cette narration, si Ash-Shaafi'i l'a vraiment dit, indique à quel point les fabricants étaient audacieux d'inventer une si grande quantité de Tafsir attribuée à Ibn 'Abbaas. Rien ne peut le prouver mieux que les contradictions apparentes entre les récits en ce que Tafseer a attribué à Ibn 'Abbaas et rapporté de lui." [Fin de citation]

 Allah sait le mieux.